# Elliott Brood

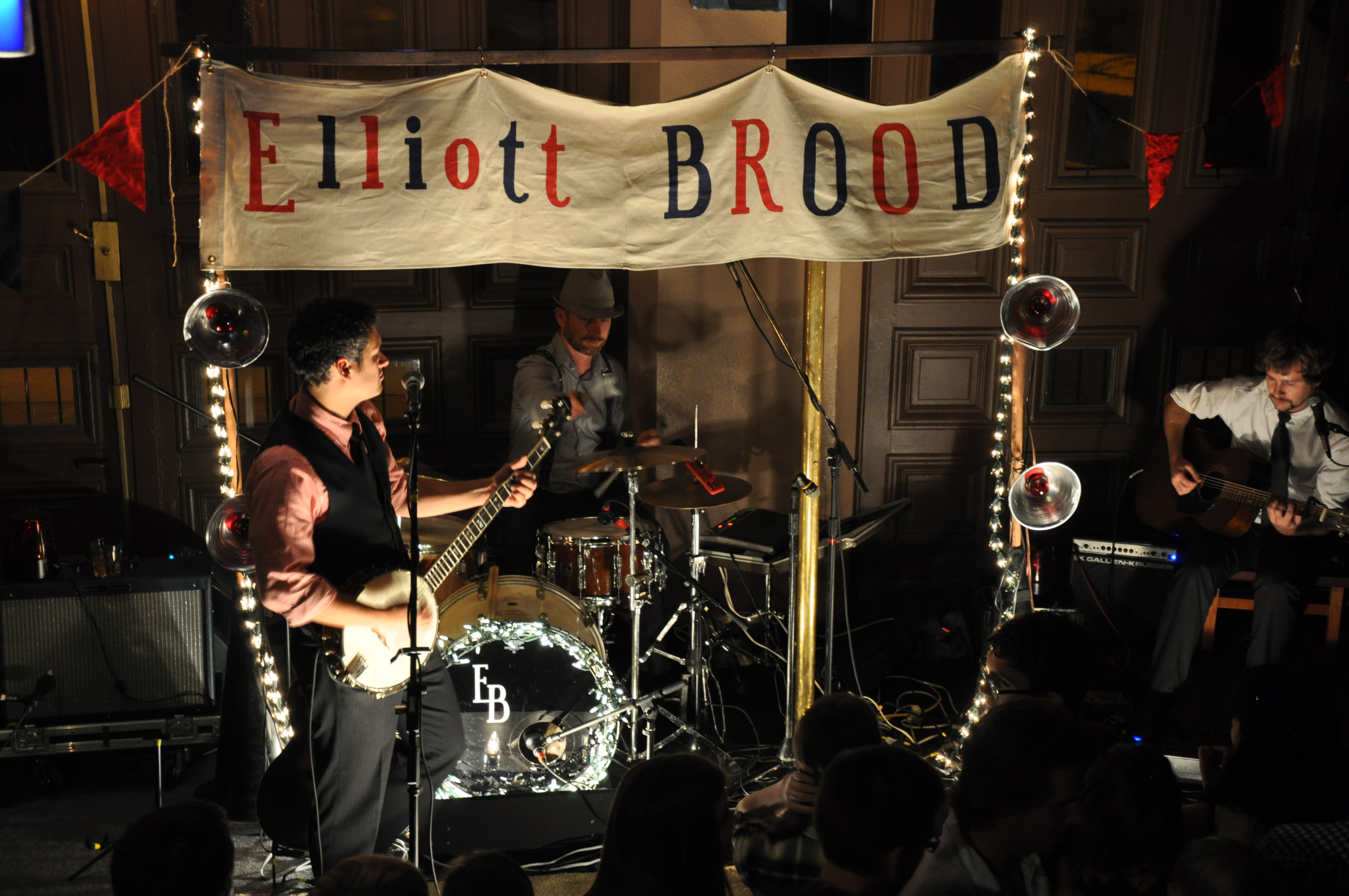
Elliott Brood, 2008

Elliott Brood - to zespół składający się z trzech członków grający country alternatywne. Zespół pochodzi z Toronto w Ontario w Kanadzie. Zespół tworzą Mark Sasso, Casey Laforet i Stephen Pitkin. Zespół określa swój styl jako death country.

## Dyskografia
Albumy i EP
- 2004: Tin Type
- 2005: Ambassador
- 2008: Mountain Meadows

Single
- 2005: "Second Son"
- 2005: "The Bridge"

Wideoklipy
- 2004: "Cadillac Dust" – Tin Type
- 2005: "Second Son" – Ambassador
- 2005: "Only at Home" – Tin Type
- 2005: "The Bridge" – Ambassador
- 2008: "Oh, Alberta" - Tin Type
- 2008: "Fingers and Tongues" - Mountain Meadows